# Унцинула винограда
Унцинула винограда (лат. Uncinula necator) — вид аскомицетов из порядка мучнисторосяных грибов (Erysiphales), возбудитель пепелицы виноградной лозы. Известен в первую очередь по анаморфной стадии, носящей название оидий Такера (лат. Oidium tuckeri). Опасный паразит, поражающий листья, лозу и ягоды, способен значительно снижать урожай винограда. В первой половине XIX века Uncinula necator была непреднамеренно привнесена из Северной Америки в Европу, где вызвала панфитотию, нанеся серьёзный ущерб местным винодельческим плантациям.

## Строение
Мицелий унцинулы винограда представляет собой густо покрывающие поражённые органы растения (прежде всего, листья) гифы, которые врастают в клетки эпидермы хозяина, образуя булавовидные, лишённые дополнительных выростов гаустории. Над мицелием возвышаются конидиеносцы, образующие споры бесполого размножения, конидии, которые обладают эллиптической или цилиндрической формой и размерами 24—32×12—20 мкм. Как и у других мучнисторосяных грибов, конидии (т. н. меристем-артроконидии) отчленяются от конидиеносца базипетально (от вершины к основанию).
Половое спороношение происходит сравнительно редко, на листьях аскогенные структуры приурочены к нижней (абаксиальной) их стороне. Плодовые тела — округлые клейстотеции диаметром 80—166 мкм, с несколькими (7—10 штук, реже до 40) выростами длиной до 4 диаметров капсулы. Как и у других представителей рода Uncinula (от лат. uncus — крюк, крючок), на концах выросты крючковидно (спирально) изогнуты. Клейстотеции унцинулы винограда относятся к разновидности хазмотециев, это замкнутые капсулы, в которых аски расположены единым пучком в основании.

## Мучнистая роса винограда
Заражение растений винограда во время сезона вегетации происходит преимущественно переносимыми с током воздуха конидиями, которые в обилии образует анаморфная стадия гриба. Развитие мучнистой росы в весенний период обеспечивается за счёт мицелия, зимовавшего в спящих почках, хотя некоторый вклад способны вносить и споры телеоморфной стадии — клейстотеции (хазмотеции).
Взаимодействие паутинистого мицелия с хозяином осуществляется через гаустории, которые, развиваясь, растворяют ферментами стенку клеток эпидермы и вдавливают клеточную мембрану. Взаимодействие паразита и хозяина происходит через составленную аморфным веществом капсулу, образующуюся между вздутием гаустории и мембраной хозяина.
Унцинула поражает преимущественно листья винограда, причём оказывается несколько более обильной на верхней (адаксиальной) стороне листа (в отличие от возбудителя ложной мучнистой росы винограда, или мильдью, — оомицета Plasmopara viticola). Кроме того, грибы этого вида способны поражать эпидерму лозы, цветков и ягод винограда. Поражение молодых ягод приводит к тому, что они не развиваются вовсе. Заболевание созревающих ягод нарушает целостность их покровов, что может привести ко вторичной инфекции другим аскомицетом — серым ботритисом (Botrytis cinerea), вызывающим серую гниль.

## История изучения и распространения
Первое описание вида опубликовал в 1834 году американский миколог Льюис Дэвид Швейниц. Он отнёс обнаруженную на американском виде винограда Vitis labrusca телеоморфу к роду Erysiphe, а в качестве видового эпитета избрал латинское слово necator — «убийца».
На территории Европы мучнистую росу винограда, вызванную этим видом, впервые обнаружил в 1845 году в Англии Эдуард Такер, садовник из Маргита (графство Кент). Обследовав поражённые листья под микроскопом, он обнаружил на их поверхности мицелий, напомнивший ему мицелий картофельного гриба (Phytophthora infestans), незадолго до этого также проникшего в Европу. В сентябре 1847 года Такер опубликовал в журнале «Garderners' Journal» под псевдонимом «Прогрессист» (англ. Progressionist) заметку о результатах изысканий, где также поделился опробованным им методом борьбы с этим заболеванием путём обработки поражённых растений суспензией серы и извести в холодной воде (сходные составы применялись для борьбы с картофельным грибом). Кроме того, Такер переслал заражённую лозу микологу Майлзу Джозефу Беркли, который в ноябре того же 1847 года опубликовал описание анаморфы этого вида, назвав её в честь первооткрывателя — Oidium tuckeri.
В 1848 году французский миколог Камиль Монтань зарегистрировал появление оидия Такера на винограде в теплицах Версаля, а уже к 1851 году эпифитотия охватила всю территорию Франции, распространившись на юг до Португалии и Неаполя, а поздним летом этого года через Швейцарию проникла в южные государства Германского союза. Мучнистая роса поражала особо ценные европейские сорта винограда, значительно сокращая урожай, в частности во Франции к 1854 году производство вин снизилось с 54 до 10 миллионов гектолитров (см. гибель французских виноградников в XIX веке).
Одновременно с распространением этого вида по территории Европы, в научном сообществе велась дискуссия относительно того, является ли оидий Такера возбудителем эпифитотии винограда или же заболевание имеет иную природу, тогда как мучнисторосяной гриб — не паразитический, а сапротрофный организм, развивающийся на больных растениях. Одним из ключевых возражений против паразитарной гипотезы, которую отстаивал автор описания вида Майлз Джозеф Беркли, были миниатюрные размеры и характер расположения мицелия, который контактировал исключительно с наружной поверхностью эпидермы растения, не проникая в толщу ткани. В действительности первооткрыватели унцинулы винограда в Европе (как Беркли, так и Такер) в своих публикациях ошибочно указали, что часть гиф проникает под эпидерму (как это происходит у фитофторы), причём ошибку обнаружил их оппонент — французский миколог Жозеф-Анри Левейе. Переломный момент в решении этого вопроса наступил, когда венецианский ботаник Джованни Дзанардини обнаружил на поверхности эпидермы листа тёмные точки, остающиеся после удаления мицелия, и установил, что такие следы оставляют отростки мицелия — «фулькры», которые, по его предположению, служат для прикрепления и высасывания сока из листьев. Впоследствии термин «фулькры» в применении к этим структурам был вытеснен термином «гаустория».

## Методы борьбы с мучнистой росой винограда
Традиционные методы борьбы с патогеном основаны на обработке различными соединениями серы, которая оказалась крайне токсична для патогена, но не для растения-хозяина. Во время эпифитотии середины XIX века основное затруднение состояло в трудоёмкости ручной обработки растений на крупных виноградниках и в теплицах. Кроме того, предложенная Эдуардом Такером суспензия элементарной серы и гашёной извести в холодной воде содержала сравнительно крупные частицы, из-за чего имела низкую проникающую способность. В качестве модификации французскими агрономами было предложено кипячение этой суспензии, в результате которого элементарная сера диспропорционирует на тиосульфат кальция и малорастворимые полисульфиды кальция. Получаемая таким путём жидкость с характерным красным цветом значительно эффективнее достигала патогена. Как известно в настоящее время, разбавление раствора полисульфидов серы до 0,5—2 % приводит распаду полисульфидов с выделением мелкодисперсной взвеси молекулярной серы, которая после высыхания хорошо закрепляется на поверхности растения. Другой метод, предложенный в 1855 году физиком Беккерелем, состоял в воздействии на продукты вышеуказанной реакции диспропорционирования серы сильными кислотами, в результате которого вновь образуется суспензия элементарной серы, но с частицами значительно меньших размеров (т. н. «серное молоко»).
Другой существенной проблемой при использования вышеназванных жидкостей оказалось наличие восковой кутикулы на поверхности побегов винограда: поверхность растения плохо смачивалась, так что фунгицид не закреплялся на ней. В связи с этим, ещё одним направлением совершенствования был поиск поверхностно-активных веществ, которые увеличивали бы смачиваемость поверхности растения. Использование мыл в присутствии извести вызывало выпадение осадка, забивавшего каналы опрыскивателей, более удачен оказался вариант с добавлением казеина — белка, образующегося при створаживании молока.
На европейских виноградниках установилась практика трёхкратной профилактической обработки растений в течение сезона: в начале сезона вегетации, в начале цветения и в начале развития антоциановой окраски у созревающих ягод. В отличие от других применяемых против унцинулы винограда фунгицидов, использование соединений серы не приводит к возникновению устойчивых штаммов.